# 苦味扁桃
苦味扁桃（学名：Prunus dulcis var. amara）为蔷薇科李属下扁桃种的一个变种，常误称称为苦味杏仁，严格上杏仁和扁桃并非同种。苦味扁桃与甜味扁桃严格上也并非同种。但是除非取少量苦味扁桃尝试，外观上其与甜味扁桃区别不大。
由于植株种子内含有可观剂量的扁桃苷(又名苦杏仁苷)，苦味扁桃种子加工时会与水反应产生产生剧毒的氢氰酸，需要使用非常谨慎的防护措施。蒸煮加工时挥发的气体和汤水皆会带有致命剂量的氢氰酸。
一般来说，苦味扁桃主要用于制作一些特殊药剂，因而在市面上不是很常见。

## 扩展阅读
- 維基物種上的相關：苦味扁桃

1. ↑  NileRed. . Youtube.   [2020-11-02].